# Острова Санкт-Петербурга

Не существует ясности в том, сколько же на самом деле островов располагается в Санкт-Петербурге[прояснить]. Кроме того, в Финском заливе существует так называемый Кронштадтский архипелаг, включающий в себя остров Котлин, на котором находится город Кронштадт, а также 21 форт одноимённой крепости (из них 17 фортов лежит в административных границах Петербурга). Общая площадь островов — около 80 км² (6 % от всей площади Санкт-Петербурга в административных границах или 14 % от площади внутригородской черты).
Форты начали создаваться меньше чем через год после основания Петербурга. Они сразу стали и почти два с половиной века оставались надёжной защитой города от нападения с моря.
Острова Петербурга возможно разделить на две большие группы: естественные и искусственные. Первые образованы многочисленными рукавами Невы. В эту группу входят наиболее крупные острова: Васильевский, Петроградский, Крестовский и другие. Число островов, входящих во вторую группу, непостоянно: в результате засыпки отдельных протоков и устройством каналов одни острова исчезали, другие — появлялись. Так появился остров Новая Голландия и исчез остров Жадимировского.
К моменту возникновения Петербурга островов было несколько меньше, чем в настоящее время.
В XVIII веке с устройством многочисленных протоков и каналов выросло число островов. Однако многие из каналов были вскоре засыпаны: так, в 1737 году исчезли прорытые ранее каналы на месте нынешних линий Васильевского острова. К началу XIX века в результате устройства многочисленных искусственных проток и каналов их стало 101. С середины XIX века начались работы по благоустройству центра города, сопровождавшиеся засыпкой некоторых водоёмов и водотоков, что привело к уменьшению числа островов.

## Список островов

### Острова дельты Невы
| Название                   | Прежние названия                                                 | Район                       | Координаты                      | Площадь   | Окружающие водные объекты                                                                                  | Изображение | Комментарии                                                                           |
| -------------------------- | ---------------------------------------------------------------- | --------------------------- | ------------------------------- | --------- | --- | ----------- | ------------------------------------------------------------------------------------- |
| 1-й Адмиралтейский остров  |                                                                  | Центральный                 | 59°56′37″ с. ш. 30°19′36″ в. д. | 0,36 км²  | Нева, Лебяжья канавка, Мойка, Зимняя канавка                                                               |             | Часто рассматривается со 2-м Адмиралтейским островом как единый Адмиралтейский остров |
| 2-й Адмиралтейский остров  |                                                                  | Адмиралтейский, Центральный | 59°56′04″ с. ш. 30°18′17″ в. д. | 1,31 км²  | Нева, Зимняя канавка, Мойка, Крюков канал, Адмиралтейский канал, Ново-Адмиралтейский канал                 |             | Часто рассматривается с 1-м Адмиралтейским островом как единый Адмиралтейский остров  |
| Аптекарский остров         | Корписаари (Корпписаари), Дикий, Еловый                          | Петроградский               | 59°58′23″ с. ш. 30°18′36″ в. д. | 2 км²     | Большая Невка, Карповка, Малая Невка                                                                       |             |                                                                                       |
| Артиллерийский остров      |                                                                  | Петроградский               | 59°57′12″ с. ш. 30°18′50″ в. д. | 0,12 км²  | Кронверкский пролив, Кронверкский проток                                                                   |             |                                                                                       |
| Безымянный остров          |                                                                  | Адмиралтейский, Центральный | 59°55′29″ с. ш. 30°20′39″ в. д. | 16,2 км²  | Нева, Монастырка, Обводный канал, Екатерингофка, Фонтанка                                                  |             |                                                                                       |
| Белый остров               |                                                                  | Кировский                   | 59°54′41″ с. ш. 30°12′55″ в. д. | 0,55 км²  | Финский залив, Новая Канонерская гавань                                                                    |             |                                                                                       |
| Бычий остров               | Хяркясаари                                                       | Петроградский               | 59°58′37″ с. ш. 30°13′42″ в. д. | 0,06 км²  | Средняя Невка, Гребной канал                                                                               |             |                                                                                       |
| Васильевский остров        | Хирвисаари                                                       | Василеостровский            | 59°56′19″ с. ш. 30°15′22″ в. д. | 13,9 км²  | Финский залив, Смоленка, Малая Нева, Большая Нева                                                          |             |                                                                                       |
| Грязный остров             | Большой Грязный                                                  | Кировский                   | 59°53′52″ с. ш. 30°14′55″ в. д. | 0,12 км²  | Екатерингофка, Внутренний канал, Ольховка                                                                  |             |                                                                                       |
| Гутуевский остров          | Витсасаари, Кустарниковый, Круглый, Приморский                   | Кировский                   | 59°54′09″ с. ш. 30°14′13″ в. д. | 3 км²     | Екатерингофка, Морской канал, Финский залив                                                                |             |                                                                                       |
| Остров Декабристов         | Голодай                                                          | Василеостровский            | 59°57′00″ с. ш. 30°14′30″ в. д. | 4,1 км²   | Малая Нева, Смоленка, Финский залив                                                                        |             |                                                                                       |
| Екатерингофский остров     |                                                                  | Адмиралтейский              | 59°54′11″ с. ш. 30°15′41″ в. д. | 0,4 км²   | Екатерингофка, Бумажный канал, Таракановка                                                                 |             |                                                                                       |
| Елагин остров              | Мистулансаари, Мельгунов                                         | Петроградский               | 59°58′45″ с. ш. 30°15′27″ в. д. | 0,968 км² | Большая Невка, Средняя Невка, Финский залив                                                                |             | Фактически состоит из трёх островов, разделённых прудами и небольшими каналами        |
| Заячий остров              | Янисаари                                                         | Петроградский               | 59°57′ с. ш. 30°19′ в. д.       | 0,28 км²  | Нева, Кронверкский пролив                                                                                  |             |                                                                                       |
| Казанский остров           | Безымянный, Конюшенный                                           | Адмиралтейский, Центральный | 59°55′47″ с. ш. 30°18′40″ в. д. | 1,27 км²  | Мойка, канал Грибоедова, Крюков канал                                                                      |             |                                                                                       |
| Каменный остров            | Остров Трудящихся                                                | Петроградский               | 59°58′40″ с. ш. 30°17′20″ в. д. | 1,06 км²  | Большая Невка, Малая Невка, Крестовка, Средняя Невка                                                       |             | Фактически состоит из нескольких островов, разделённых небольшими каналами            |
| Канонерский остров         | Киссасаари                                                       | Кировский                   | 59°54′07″ с. ш. 30°13′01″ в. д. | 1,15 км²  | Морской канал, Финский залив                                                                               |             |                                                                                       |
| Коломенский остров         |                                                                  | Адмиралтейский              | 59°55′25″ с. ш. 30°17′14″ в. д. | 0,93 км²  | Мойка, Крюков канал, канал Грибоедова, Фонтанка, Большая Нева, Пряжка                                      |             |                                                                                       |
| Крестовский остров         | Ристисаари, Святой Натальи, Христофоровский                      | Петроградский               | 59°58′20″ с. ш. 30°15′08″ в. д. | 4,2 км²   | Средняя Невка, Крестовка, Малая Невка, Финский залив                                                       |             |                                                                                       |
| остров Кривая Дамба        |                                                                  | Кировский                   | 59°52′55″ с. ш. 30°13′09″ в. д. | 0,09 км²  | Лесная гавань                                                                                              |             |                                                                                       |
| остров Летний сад          |                                                                  | Центральный                 | 59°56′41″ с. ш. 30°20′08″ в. д. | 0,12 км²  | Нева, Фонтанка, Мойка, Лебяжья канавка                                                                     |             |                                                                                       |
| Малый Резвый остров        |                                                                  | Кировский                   | 59°54′13″ с. ш. 30°15′11″ в. д. | 0,022 км² | Екатерингофка                                                                                              |             |                                                                                       |
| Матисов остров             | Каласаари                                                        | Адмиралтейский              | 59°55′26″ с. ш. 30°16′34″ в. д. | 0,25 км²  | Большая Нева, Мойка, Пряжка (Сальнобуянский канал)                                                         |             |                                                                                       |
| Монастырский остров        |                                                                  | Центральный                 | 59°55′14″ с. ш. 30°23′15″ в. д. | 0,5 км²   | Нева, Обводный канал, Монастырка                                                                           |             |                                                                                       |
| Новая Голландия            |                                                                  | Адмиралтейский              | 59°55′44″ с. ш. 30°17′24″ в. д. | 0,07 км²  | Мойка, Крюков канал, Адмиралтейский канал                                                                  |             | Фактически состоит из двух островов, разделённых каналами и внутренним бассейном      |
| Ново-Адмиралтейский остров |                                                                  | Адмиралтейский              | 59°55′45″ с. ш. 30°16′45″ в. д. | 0,17 км²  | Большая Нева, Ново-Адмиралтейский канал, Мойка                                                             |             |                                                                                       |
| Петровский остров          | Патсассаари, Столбовой                                           | Петроградский               | 59°57′34″ с. ш. 30°15′56″ в. д. | 1,32 км²  | Малая Нева, Ждановка, Малая Невка                                                                          |             |                                                                                       |
| Петроградский остров       | Койвусаари, Берёзовый, Фомин, Городовой, Троицкий, Петербургский | Петроградский               | 59°57′38″ с. ш. 30°18′27″ в. д. | 6,35 км²  | Малая Невка, Карповка, Большая Невка, Нева, Кронверкский пролив, Кронверкский проток, Малая Нева, Ждановка |             |                                                                                       |
| Покровский остров          |                                                                  | Адмиралтейский              | 59°55′07″ с. ш. 30°17′29″ в. д. | 0,42 км²  | Фонтанка, канал Грибоедова, Крюков канал                                                                   |             |                                                                                       |
| Серный остров              |                                                                  | Василеостровский            | 59°57′21″ с. ш. 30°15′50″ в. д. | 0,03 км²  | Малая Нева                                                                                                 |             |                                                                                       |
| Спасский остров            |                                                                  | Адмиралтейский, Центральный | 59°55′43″ с. ш. 30°19′23″ в. д. | 2,3 км²   | Фонтанка, Мойка, канал Грибоедова, Крюков канал                                                            |             |                                                                                       |

### Острова Финского залива

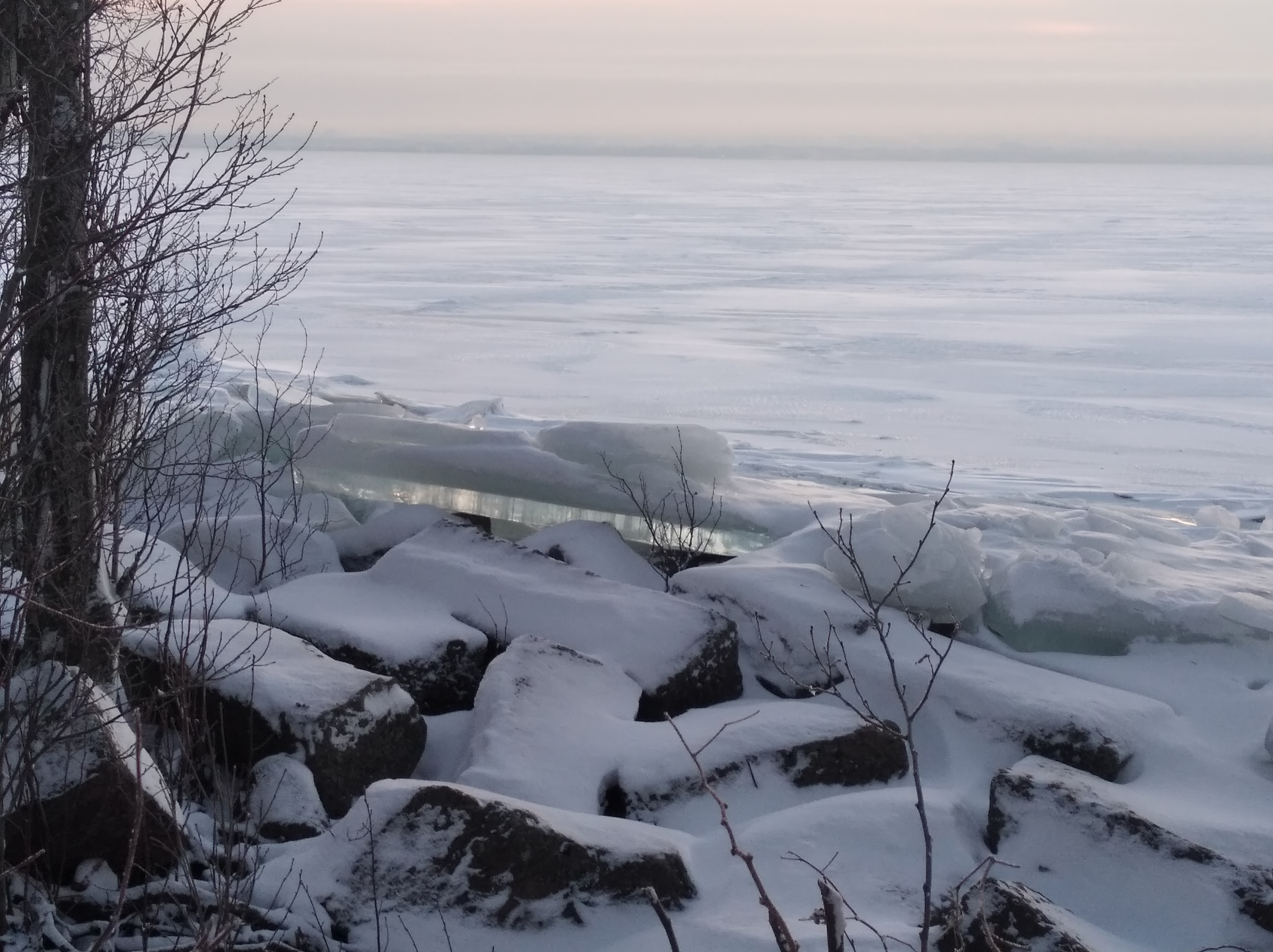
Остров Голова Дамбы зимой

- остров Котлин
- остров Кроншлот
- остров Верперлуда
- остров Голова Дамбы

### Прочие острова
- остров Чухонка, на Ижорском пруду в Колпине
- Ольгин остров (см. Ольгин павильон), на Ольгином пруду в Петергофе
- Царицын остров (см. Царицын павильон), на Ольгином пруду в Петергофе

## Исчезнувшие острова
- Ватный остров
- Вольный остров (присоединён к Гутуевскому острову)
- Вольный остров (присоединён к острову Декабристов)
- Галерный остров
- остров Гоноропуло
- остров Жадимировского
- Золотой остров
- остров Кашеварова
- Малый Грязный остров
- Подзорный (Лоцманский) остров
- северный Большой Резвый остров
- южный Большой Резвый остров